# Karnataka
Karnātakā (kannada: ಕನಾ೯ಟಕ) er en af de fire sydlige delstater i Indien. Den moderne delstat Karnataka blev dannet med loven States Reorganisation Act i 1956, ved at lægge områder der var styret af Bombay, Hyderabad, delstaten Madras og Coorg ind under delstaten Mysore.
Karnatakas hovedstad Bangalore har en befolkning på over 6 millioner, mens delstaten sammenlagt har 55,868,200 indbyggere (2004). Andre store byer i delstaten er Mysore, Mangalore, Hubli-Dharwad, Davanagere, Bellary, Hassan, Shimoga og Belagavi. Kannada er delstatens officielle sprog. Karnataka er Indiens 8. største stat og den 9. største efter befolkningsantal.
- Wikimedia Commons har flere filer relateret til Karnataka

15°N 76°Ø / 15°N 76°Ø